# Geografia Vanuatu

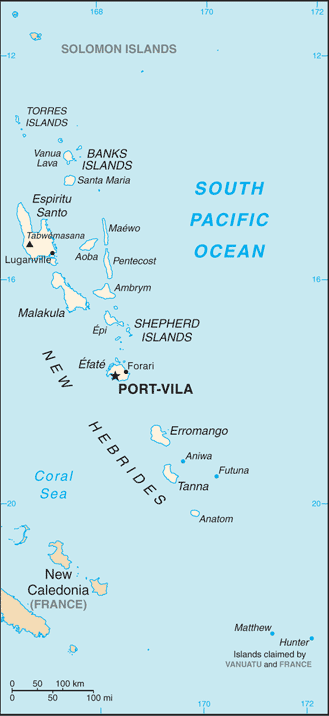

Vanuatu są wyspiarskim państwem na południowym Pacyfiku obejmującym 83 (w tym: 65 zamieszkanych) przeważnie górzystych wysp pochodzenia wulkanicznego, m.in. Espiritu Santo, Malekula, Éfaté, Ambrim, Erromango. Występują wąskie niziny nadbrzeżne. Największe miasto Port Vila – stolica, na wyspie Éfaté – 45 694 mieszkańców (2009), drugie większe miasto - Luganville (13 484 mieszkańców) - na Espiritu Santo. Wyspy cechują się tropikalnym klimatem, a tutejsze wiecznie zielone lasy równikowe tworzą swoisty mikroklimat wysp. 

## Powierzchnia i punkty ekstremalne
Łączna powierzchnia państwa to 14 760 km², a linia brzegowa ma długość 2 528 km. 
Strefa przyległa rozciąga się na 24 mil morskich, morze terytorialne na 12 mil morskich, a 200 metrów szerokości ma szelf kontynentalny.
W 1993 roku, 75% powierzchni kraju zajmowały lasy, 10% zostało przeznaczone na uprawy, a kolejne 2% to pastwiska i inne grunty orne. Wyspy rozciągają się pomiędzy 13-21°S i 166-171°E.

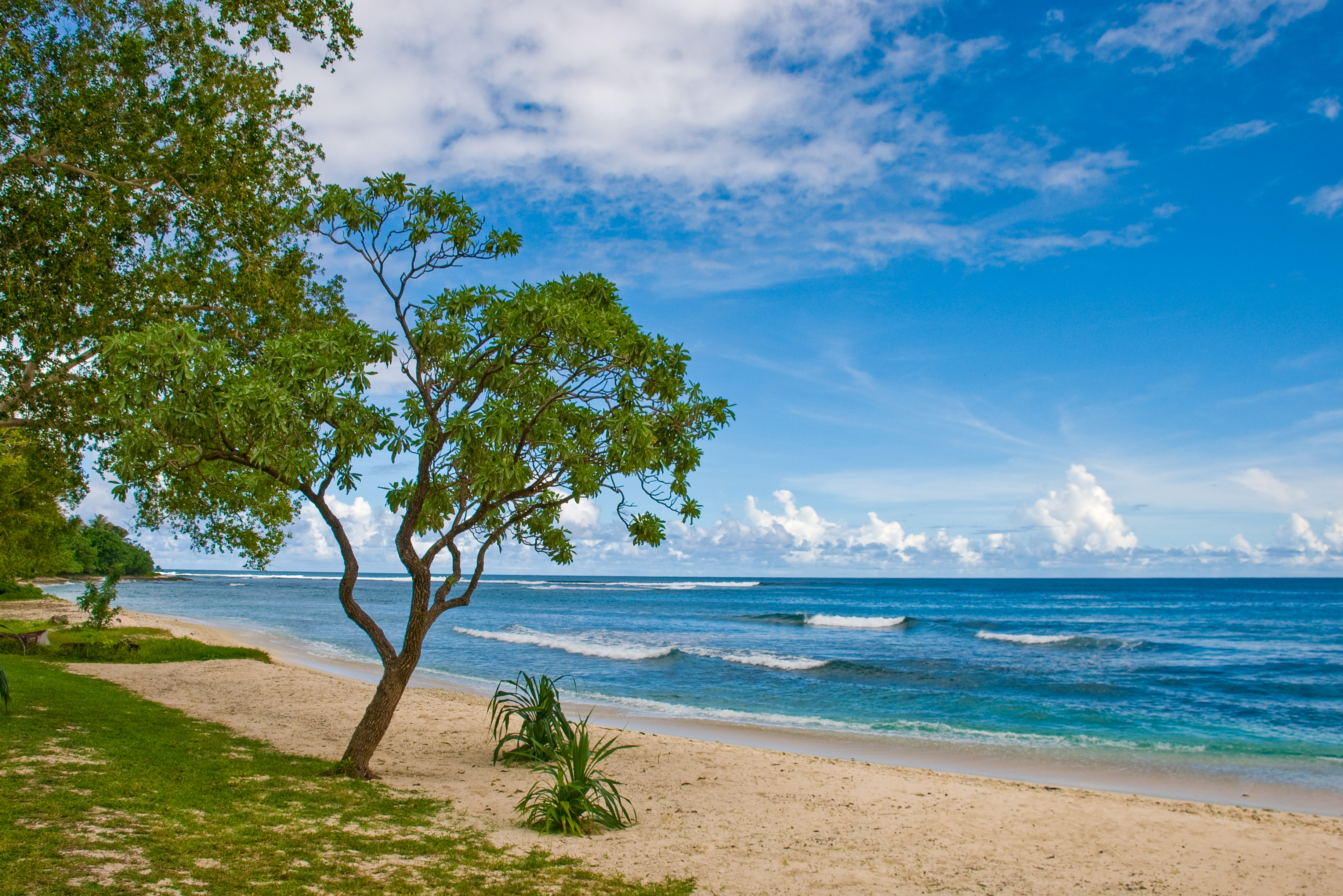
Wybrzeże jednej z wysp

## Budowa geologiczna i rzeźba
Vanuatu osadzone są na podmorskim grzbiecie oceanicznym ciągnącym się od Malajów, przez Wyspy Salomona po Nową Kaledonię i stanowią wierzchołki owego grzbietu. Największe wyspy zbudowane są ze skał wulkanicznych i z wapieni pochodzących z miocenu. Wyspy w środkowej części archipelagu osadzone są na najstarszym podłożu krystalicznym i tworzą je pochodzące z pliocenu wapienie. Wyspy południowego Vanuatu posiadają bazaltowo-wapienne podłoże. Wyspy te zbudowane są z osadów koralowych. 
Wyspy Vanuatu cechują się górzystym, urozmaiconym krajobrazem. Na obszarze Vanuatu wznoszą się trzy czynne wulkany. Najwyższy szczyt kraju Mt Santo wznosi się na 1 887 m n.p.m. Wyspy leżące na południu wznoszą się przeciętnie do 500–600 m n.p.m. Liczne na Vanuatu są gejzery i wyziewy gazów. 

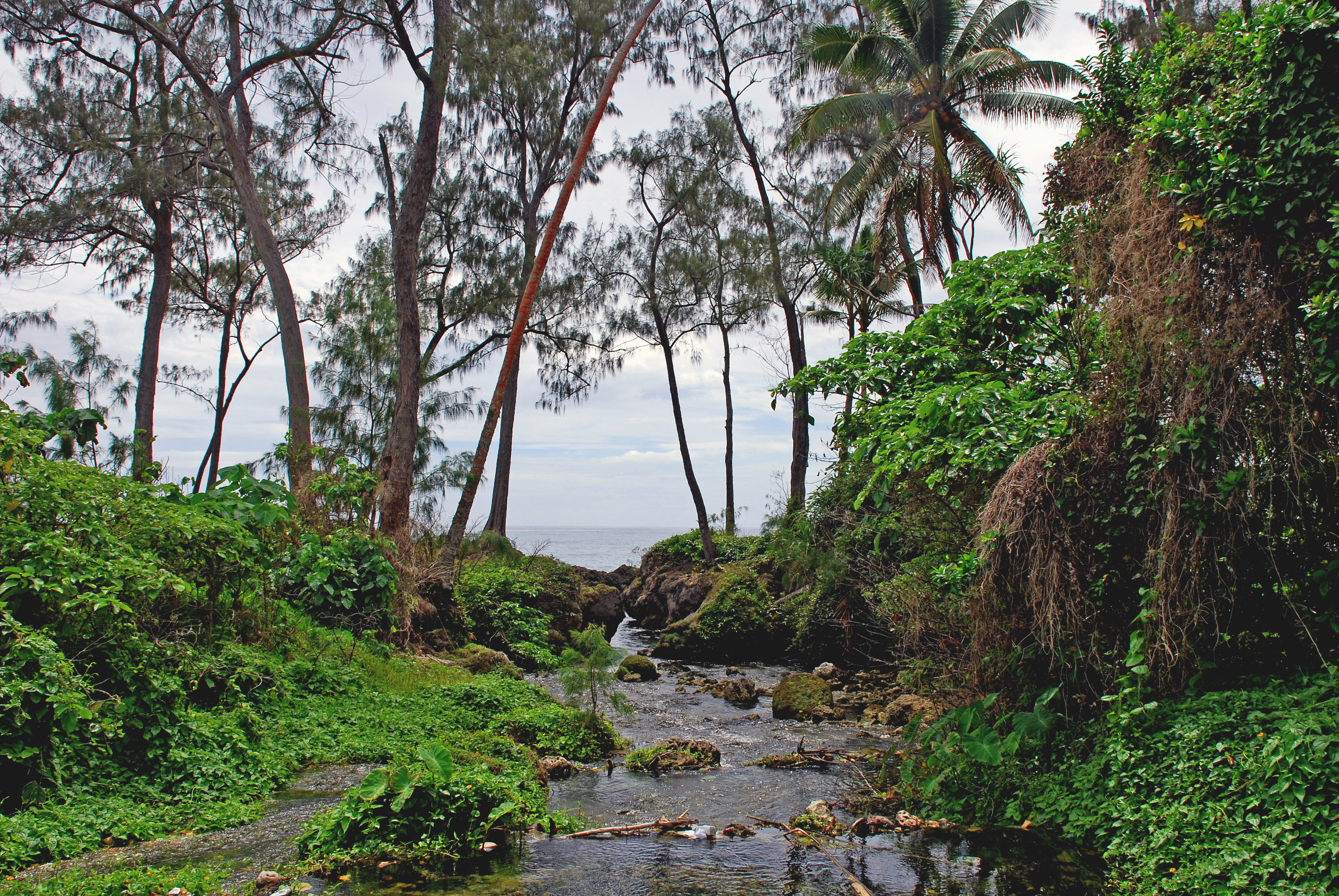
Roślinność na Vanuatu

## Klimat
Vanuatu leży w strefie klimatu podrównikowego, gdzie temperatury i opady są zróżnicowane. Średnie wartości termiczne wynoszą +18 do +22 °C w miesiącach zimowych i +27 do +29 °C w miesiącach letnich. Opady wynoszą od 1500 mm na południu do 2500 mm na północy. Na południowych wyspach zaznacza się wyraźna pora sucha. W okresie letnim wyspy cechują się wysoką wilgotnością powietrza, przekraczającą 90% i występowaniem cyklonów tropikalnych.

## Flora i fauna
Wyspy porastają fragmenty lasów tropikalnych. Wyspy w południowej części są porośnięte suchymi lasami oraz sawannami. Rosną tam m.in. sosny i araukarie. Liczne są takie gatunki jak drzewa tekowe, sandałowe i różane. Powszechne są także palmy. Wokół wysp rosną rafy koralowe. 
Fauna lądowa reprezentowana jest przez małe gatunki zwierząt jak nietoperze w przypadku ssaków, czy liczne gady i ptaki. Bogactwem cechuje się świat zwierząt morskich. W wodach okalających wyspy żyją m.in. tuńczyki, barakudy, marliny i rekiny, oraz wiele innych gatunków zwierząt morskich.

## Zagrożenia
Na trzech wyspach znajdują się czynne wulkany. Odnotowuje się częste trzęsienia ziemi, powodujące tsunami.
Wycinanie lasów jest kolejnym poważnym problemem na wyspach. Większość ludności nie ma bezpośredniego dostępu do wody pitnej, ale są w nią dość dobrze zaopatrzeni. Vanuatu jest stroną wielu umów międzynarodowych, w tym umów o różnorodności biologicznej, zmianach klimatycznych, pustynnienia, zagrożonych gatunków, prawie morza, ochronie warstwy ozonowej, zanieczyszczeniu przez statki.